# Yuri Herrera
Yuri Herrera (Actopan, México, 1970) es un editor y escritor mexicano contemporáneo. Su primera novela Trabajos del reino (2003) fue galardonada con el “Premio Binacional de Novela” en 2003 y el premio “Otras voces, otros ámbitos” en 2008. Su obra novelística se ha traducido a diez idiomas y fue reconocida en Alemania con el Premio Anna-Seghers en el 2016. Además de novelista, ha incursionado en el ensayo, el cuento y la literatura infantil. Actualmente es profesor en la Universidad de Tulane en Nueva Orleans.

## Trayectoria
Yuri Herrera es un escritor mexicano nacido en Actopan, Hidalgo, en 1970. Estudió Ciencias Políticas en la Facultad de Ciencias Políticas y Sociales de la UNAM. Antes de ingresar a la universidad participó brevemente en talleres literarios dirigidos por Agustín Ramos y Elena Poniatowska. Obtuvo su maestría en Creación Literaria por la Universidad de Texas en El Paso (UTEP) y se doctoró en Lengua y Literatura Hispana por la Universidad de California, en Berkeley. Trabajó en la Filmoteca de la UNAM y ha laborado también en publicidad, investigación social y como editor de la revista literaria El Perro. Ha ejercido la docencia en la Universidad Iberoamericana de Ciudad de México y la Universidad de Carolina del Norte en Charlotte. Actualmente es profesor en la Universidad de Tulane, Nueva Orleans. 
Su primera obra, Trabajos del reino (2003), fue acreedora de varios galardones, entre los que destacan el Premio Binacional de Novela 2003, en México; y el premio Otras voces, otros ámbitos del año 2008, en España. Su segunda novela, Señales que precederán al fin del mundo (2009) fue finalista al Premio Internacional de Novela Rómulo Gallegos del año 2011. Ambas obras fueron producto de su maestría y doctorado, respectivamente.
El autor ha publicado cuentos, artículos y ensayos en medios como La Jornada, Letras Libres (México), El Comité 1973, La Voz (Argentina), Rio Grande Review (El Paso, Texas), El País, Eñe (España) y El Malpensante (Colombia), entre otros. Incursionó en el ámbito de la literatura infantil con su libro Los ojos de Lía (2012), ilustrado por Patricio Betteo.
Su novela más reciente es La transmigración de los cuerpos, publicada por la editorial Periférica en el 2013. En una entrevista realizada durante ese mismo año, el autor habló de sus proyectos a futuro: “Más adelante quiero escribir una novela más larga en la que recupere algunos temas de mi infancia y de lo que ha sucedido en las últimas décadas en México”. Su obra ha sido traducida a diez idiomas. En el 2016, la Academia de las Artes de Berlín reconoció su trayectoria literaria otorgándole el Premio Anna-Seghers.

## Perspectiva literaria
Yuri Herrera ha reflexionado acerca de la labor literaria en diversas entrevistas. Dirigiéndose al periódico ecuatoriano El Telégrafo, el autor manifestó lo siguiente: “Las virtudes y posibilidades de la literatura no están en su capacidad para reflejar la realidad, sino en su capacidad para poner la luz sobre ciertos temas que no aparecen en otras formas de escritura o que no aparecen dentro de la esfera pública cotidiana. La literatura no sirve tanto para denunciar como para reflexionar y mirar desde otro lugar la realidad”.

## Estilo
Sobre el estilo que Yuri Herrera emplea en sus textos, él ha declarado que este factor queda supeditado a otros aspectos de su creación: “Para mí lo primordial es tener una buena historia que contar. Antes que alguna postura ideológica, antes que alguna propuesta estética, debo tener una historia que contar, y lo demás se desprende de eso”.
Una de las características distintivas de la narrativa de Herrera es la austeridad de su prosa, en la que relega las descripciones exhaustivas para enfocarse en los significados ocultos. Algunos críticos han opinado que esta ausencia de referentes directos a los espacios y temáticas motiva al lector a rellenar los espacios en blanco, provocando un sentimiento de incertidumbre y ambigüedad. La oralidad tiene gran presencia en su prosa, y el autor considera que echar mano del lenguaje popular es una de las varias estrategias en que la literatura reconstruye la lengua.

### Temas
La obra novelística de Herrera se ha centrado en los temas de la violencia, el narcotráfico, la migración, y las relaciones de poder. El autor considera que es importante hablar de “los temas más difíciles en los registros más variados”.
Además, en sus novelas es posible notar un énfasis en la ambientación, pues sus historias tienden a transcurrir en espacios que se acercan a lo fantástico. Al respecto, Herrera ha resaltado la importancia de cuestionarse acerca de cómo percibimos el mundo: “Yo creo que en la manera en que nosotros reconstruimos el mundo estamos no sólo desarrollando una voz propia, sino estamos haciendo un cierto tipo de crítica y un cierto tipo de interpretación de lo que sucede”.

## Recepción crítica
Las novelas de Yuri Herrera han recibido gran aceptación por parte de la crítica. Elena Poniatowska calificó su prosa como "fulgurante" y, a Trabajos del reino como una entrada "por la puerta de oro en la literatura mexicana". Por su parte, Gabriel Wolfson describe el trabajo de Yuri Herrera como "asombroso, construido a partir de intercambiar lengua culta con hablas populares, y enfatizar la importancia de los nombres, la contundencia de algunos términos y la sabiduría de sustraer algunos otros”. Jair Cortés opina que La transmigración de los cuerpos es “una obra maestra contemporánea”  y Christopher Domínguez Michael alaba el lenguaje lírico de Señales que precederán al fin del mundo, describiéndolo como “un bálsamo […] una poetización de lo oprobioso”. Su narrativa suele caracterizarse por no ahondar en descripciones, sino en el dinamismo de los acontecimientos, por "ofrecer sólo lo necesario para la trama, sin ahondar en detalles". El autor tiene una gran "capacidad para combinar temas profundos, con una prosa coloquial".
La calidad estética de la narcoliteratura ha sido foco de debate por parte de escritores como Eduardo Antonio Parra, Heriberto Yépez, Juan Pablo Villalobos y críticos como Rafael Lemus y el propio Domínguez Michael. Trabajos del reino sigue la historia de un cantante que termina escribiendo corridos para un capo, motivo por el cual ha sido incluida dentro de esta discusión. Christopher Domínguez Michael argumenta, en una columna para Letras Libres, que dicha novela resuelve la polémica que se ha sostenido en torno a este género, pues su estilo es “acorde con el lirismo seco de Rulfo”.  Además, afirma que cuando llegue el momento de que otras “noveluchas” del género “pierdan toda relevancia cuando se hable de México en los tiempos de las guerras del narco […] quedarán, presumiblemente, libros como los de Herrera”.
Sobre esta etiqueta Herrera declara: "Me he resistido mucho a tenerla en cuenta, porque creo que simplifica algo mucho más complejo: la cantidad de libros que se engloban en ella tratan de muchas cosas".  No obstante, en la misma entrevista, Herrera reconoce la utilidad de la etiqueta: "supongo que es muy útil en ciertos entornos, el académico por ejemplo, y que por otro lado sí hay una cantidad de libros que específicamente, sobre todo desde el periodismo, toman el narcotráfico como núcleo de su trabajo”. 

## Obras

### Narrativa

#### Novela
- Trabajos del reino (México: Tierra Adentro, 2004). Reeditado en España por Periférica en 2008 y 2010.
- Señales que precederán al fin del mundo (Cáceres: Periférica, 2009).
- La transmigración de los cuerpos (Cáceres: Periférica, 2013).
- Diez planetas (Cáceres: Periférica, 2019)[19]
- La estación del pantano (Cáceres: Periférica, 2022).

#### Cuento
- “Las llaves secretas del Corazón” (2004) en Lucero. Student Magazine, Volume 15, p. 27.
- “Aztlán, D.C.” (2010) Letras Libres, núm. 139, pp. 74-75. Formato electrónico.
- “Por el poder investido en mí” en Un modo de narrar. Antología de narrativa mexicana actual. Daniel Paris Saldaña [selec. y pról.] (México: UNAM, 2012).
- “La alcurnia extraviada / The law is the law is the law” en Road to Ciudad Juárez: crónicas y relatos de frontera (México: Samsara, 2014).
- “El origen de las especies” en Desastre natural. (México: Kurimazutto, 2014).
- “Los mejores años de su muerte” en #SomoZombis. Antología de Literatura Hidalguense para Jóvenes. (Pachuca: Elementum, 2015).
- “Los últimos”, Les Ateliers du SAL, núm. 6, pp. 182-187 (2015).
- “Coriolano” en Lunáticos, amantes y poetas. Doce historias inspiradas en Shakespeare y Cervantes. (Barcelona: Galaxia Gutenberg, 2016).

#### Literatura infantil
- ¡Éste es mi nahual! (Hidalgo: Gobierno del Estado de Hidalgo / Fundación Arturo Herrera Cabañas, 2007).
- Los ojos de Lía (México: Sexto Piso, 2012).

### Ensayo
- Rigo es amor: una rocola a dieciséis voces. Cristina Rivera Garza [comp.]. (Ciudad de México: Tusquets Editores, 2013)

### Otros
- “Los Demonios de la Mímesis: textualidad de una tragedia en el México posrevolucionario”, University of California, Berkeley. Tesis de doctorado. (2009).

### Traducción
- Vivir y morir en USA: Los mejores cuentos policiacos de Akashic Noir. Yuri Herrera [trad.] (Ciudad de México: Océanúm, 2014).

### Compilación
- El libro negro de Bengala. Yuri Herrera et al [comp.]. (Monterrey: Universidad Autónoma de Nuevo León, 2014).

### Prólogos
- Rafael Bernal, El complot mongol. Yuri Herrera [pról.]. (Barcelona: Libros del Asteroide, 2013)
- Narcoleaks. Yuri Herrera [pról.]. (Ciudad de México: Grijalbo, 2013)

Se espera la publicación de "Un capitán cimarrón" colaboración para la colección El_libro_vaquero.

## Premios
- 2003, Premio Binacional de Novela “Frontera de Palabras”, México, por Trabajos del reino.
- 2009, Premio “Otras Voces, Otros Ámbitos”, España, por Trabajos del reino.
- 2016, Premio Anna Seghers, Alemania, por una trilogía de sus novelas traducida al alemán.